# Eagleton Village
Eagleton Village – jednostka osadnicza w Stanach Zjednoczonych, w stanie Tennessee, w hrabstwie Blount.